# Бальчитис, Зигмантас
Зи́гмантас Бальчи́тис (лит. Zigmantas Povilas Balčytis; 16 ноября 1953, деревня Юоджяй Шилутского района) — литовский экономист, математик, политический деятель; министр транспорта (2001—2005), с мая 2005 года министр финансов, с 1 июня по 18 июля 2006 года исполняющий обязанности премьер-министра Литовской Республики.

## Биография
Окончил среднюю школу в Шилуте (1971) и факультет финансов и учёта Вильнюсского университета (1976). Работал инженером в проектно-конструкторском бюро министерства пищевой промышленности (1976—1978). В 1978—1984 годах комсомольский работник (инструктор-контролёр Центрального комитета Коммунистического союза молодёжи Литвы). В 1984—1989 годах работал заместителем директора Государственной филармонии Литовской ССР, в 1989—1991 годах — директором учебного центра профсоюзов Литвы, в 1992—1994 годах — директором Вильнюсского асфальтобетонного завода.
В 1994—1996 годах заместитель управляющего Вильнюсского уезда. В 1996—2000 годах заместитель генерального директора совместного литовско-венгерского предприятия «Lithun».
Владеет английским и русским языками. Женат, двое детей (сын и дочь).

## Политическая деятельность
Был членом КПСС (1984—1989), в 1989—1990 годах — членом самостоятельной Коммунистической партии Литвы. С 2000 года — член Демократической партии труда Литвы (ДПТЛ, Lietuvos demokratinė darbo partija), с 2001 года — Социал-демократической партии (Lietuvos socialdemokratų partija), член Совета партии, с мая 2005 года — заместитель председателя.
В 1994 году был избран членом совета самоуправления Вильнюса. Работал заместителем управляющего Вильнюсского уезда (1994—1996).
По списку ДПТЛ был избран в Сейм Литовской Республики (2000—2004). В VIII Сейме работал в комитете бюджета и финансов. В 2004 году был вновь избран членом Сейма.
С 12 июля 2001 года до 17 мая 2005 года был министром транспорта в XXXIII и XXXIV правительствах. С 17 мая 2005 года министр финансов в XXXIV правительстве. После отставки Альгирдаса Бразаускаса с 1 июня 2006 года временно исполняющий обязанности министра финансов, министра труда и социальной защиты, премьер-министра (до 18 июля 2006), затем министр финансов в правительстве Гедиминаса Киркиласа.
В 2007—2008 годах был председателем делегации Сейма в Парламентской ассамблее Совета Европы.
Был избран от Социал-демократической партии в Европарламент на выборах, прошедших в Литве 7 июня 2009 года. В Европарламенте в 2009—2019 годах состоял в фракции Прогрессивного альянса социалистов и демократов.
В 2014 году был кандидатом в президенты Литовской Республики; проиграл во втором туре Дале Грибаускайте.

## Награды
- Медаль Балтийской ассамблеи (2010)[3]